# تمييز عنصري
التمييز العنصري هو أي نوع من التمييز ضد أي فرد على أساس لون البشرة أو العرق أو الإثنية. يمكن أن يمارس الأفراد التمييز العنصري برفضهم القيام بأعمال تجارية مع مجموعة أشخاص ينتمون إلى جماعة معينة أو التواصل معهم أو تبادل الموارد معهم. بإمكان الحكومات أن تميز بحكم الأمر الواقع أو بصورة صريحة من خلال القوانين، كالتمييز من خلال سياسات الفصل العنصري أو التطبيق المتفاوت للقانون أو تخصيص غير متكافئ للموارد. وتمتلك بعض الولايات القضائية قوانين مناهضة للتمييز تمنع الحكومة أو الأفراد من التمييز بناء على العرق (وأحيانًا عوامل أخرى) في ظروف مختلفة. تلجأ بعض المؤسسات والقوانين إلى التمييز الإيجابي في محاولة للتغلب على آثار التمييز العنصري أو تعويضها. في بعض الحالات، يتخذ ذلك ببساطة شكل قبول متزايد لأعضاء الجماعات غير الممثلة كفاية، وفي حالات أخرى، هناك كوتات عرقية صارمة. وتوصف هذه الحلول القوية، كالكوتات، من قبل خصومها بأنها تمييز معكوس، حيث يتعرض أعضاء أكثرية أو جماعة مسيطرة لتمييز ضدهم.

## مشكلات الحدود وأشكال تمييز مرتبطة
قد تنطوي التصنيفات العرقية على عدة عوامل (مثل الأسلاف والمظهر الجسدي والأصل القومي واللغة والدين والثقافة) ويمكن أن تضعها الحكومات ضمن قوانين أو قد تعتمد على الأعراف الثقافية المحلية.
يرتبط التمييز القائم على أساس لون البشرة (الذي يقاس مثلًا على مقياس فيتزباتريك) بصورة وثيقة بالتمييز العنصري، إذ عادة ما يستخدم لون البشرة كممثل للعرق في التفاعلات اليومية، وهو أحد العوامل المستخدمة من قبل النظم القانونية التي تطبق معايير مفصلة. على سبيل المثال، استُخدم قانون تسجيل السكان لعام 1950 لفرض نظام الفصل العنصري في جنوب أفريقيا، وأنشأت البرازيل هيئات لتعيين تصنيف عرقي للبشر بهدف فرض كوتات عرقية. ونظرًا إلى أنه يمكن للتنوع الجيني ولون البشرة ومظاهر جسدية أخرى أن تختلف إلى حد كبير حتى بين الأشقاء. فبعض الأولاد من نفس الوالدين قد يصنفون أنفسهم أو يصنفون من قبل آخرين بأنهم ينتمون إلى أعراق مختلفة. في بعض الحالات، يصنف الشخص نفسه بأنه ينتمي إلى عرق آخر استنادًا إلى شهادة الولاة مقابل شهادة الوفاة. وتصنف قواعد مختلفة (مثل جنس متفوق وجنس أدنى) البشر ذاتهم بصورة مختلفة، ولأسباب مختلفة «يجتاز» بعض البشر بصفته عضوًا من عرق مختلف عن العرق الذي كان سيصنف ضمنه في حالات أخرى، مما يمنحه فرصة تجنب تمييز قانوني أو اجتماعي.
وتعرّف عرقية ما بأنها مجموعة إثنيات من سكان في مناطق جغرافية متجاورة (مثل قارة كأستراليا أو إقليم شبه قاري مثل جنوب آسيا) تتشابه من ناحية الشكل بشكل إجمالي. في حالات كهذه، يمكن أن يحدث التمييز العنصري لأن شخصًا ما ينتمي إلى إثنية خارج ذلك العرق، أو يمكن أن يقع تمييز إثني (أو كراهية عرقية أو صراع إثني أو عنف إثني) بين مجموعات تعتبر بعضها بعضًا من العرق نفسه. والأمر نفسه ينطبق حين يتعلق الأمر بطوائف إثنية، إذ إن الطائفة الإثنية متوارثة، وعادة ما يعتبر الأشخاص الذين ينتمون إلى الطائفة الإثنية ذاتها بأنهم ينتمون إلى العرقية والإثنية ذاتهما.
ويستخدم الأصل القومي للشخص (البلد الذي ولد فيه أو يحوز على جنسيته) في بعض الأحيان في تحديد إثنية الشخص أو عرقيته، إلا أنه يمكن للتمييز الذي يقوم على الأصل القومي أن يكون منفصلًا عن العرقية (وفي بعض الأحيان تتصدى له بشكل خاص بعض القوانين المناهضة للتمييز). ويتحدد الأصل القومي عادة عن طريق اللغة والثقافة، ويمكن لهاتين الأخيرتين أن تتسببا بوقوع حوادث تمييز تستند إلى الأصل القومي. على سبيل المثال، قد ينال شخص من إثنية جنوب آسيوية نشأ في لندن ويتحدث اللغة الإنجليزية البريطانية بلهجة لندنية، وقد تشربت أسرته الثقافة البريطانية، محاباة في التعامل مقابل شخص من الإثنية ذاتها قد هاجر مسبقًا ويتحدث الإنجليزية الهندية. واختلاف كهذا في التعامل قد يوصف بصورة غير رسمية بأنه شكل من أشكال العنصرية، أو بشكل أكثر دقة بأنه رهاب أجانب أو مشاعر معادية للمهاجرين.
في الدول التي شهدت هجرة أو توحدًا أو تفككًا بصورة حديثة نسبيًا، قد يعقد التكوين الإثني كلًا من الإثنية والعرقية ويرتبط بالهوية أو الانتماء. وأحيانًا تتحدد إثنية المهاجرين في بلدهم الجديد بأنها أصلهم القومي وتجتاز عرقيات عديدة. على سبيل المثال، قبِل إحصاء سكان الولايات المتحدة الأمريكية لعام 2015 بمنح هوية أمريكي مكسيكي لأشخاص أيًا تكن عرقيتهم (مثلًا تضمن ذلك الأمريكيين الأصليين من المكسيك والمنحدرين من أفارقة نقلوا إلى إسبانيا الجديدة كمستعبدين، والمنحدرين من المستعمرين الإسبان). وفي إحصاءات أجرتها الحكومة المكسيكية، كان ذات الأشخاص سيوصفون بأنهم سكان أصليون أو سود أو بيض (وكان عدد كبير من الأشخاص غير المصنفين سيوصفون بأنهم من الميستيزو). يطرح إحصاء الولايات المتحدة أسئلة منفصلة حول هسبان وأمريكيون لاتينيون للتفريق بين اللغة والهوية العرقية. ويحدث بالفعل تمييز بين هسباني ولاتيني في الولايات المتحدة وقد يعتبر شكلًا من أشكال التمييز العرقي في حال اعتبر «الهسباني» أو «اللاتيني» تصنيفًا عرقيًا جديدًا مستمدًا من الإثنيات التي تشكلت بعد استقلال المستعمرات السابقة في الأمريكيتين. وتطبق العديد من التقارير الإحصائية كلا التصنيفين، على سبيل المثال مقارنة البيض على الهسبانيين على الجماعات الأخرى.
حين يتعرض شعب يتكون من أعراق مختلفة لمعاملة بشكل مختلف، تثير القرارات حول كيفية معاملة شخص معين أسئلة حول التصنيف العرقي الذي ينتمي إليه هذا الشخص. مثلًا، استخدمت تعاريف للبيض في الولايات المتحدة قبل ظهور حركة الحقوق المدينة لأهداف تتعلق بالهجرة وإمكانية منحهم الجنسية أو استعبادهم. في حال عرّفت إحدى العرقيات بأنها جماعة من الأشخاص الذين ينتمون إلى جماعة إثنية لغوية، يمكن عندئذ استخدام الأصل اللغوي المشترك لرسم حدود تلك الجماعة. تعرضت مكانة الفنلنديين بصفتهم بيض لتحد استنادًا إلى كون اللغة الفنلندية تنتمي إلى اللغات الأورالية بدلًا من اللغات الهندية الأوروبية، الأمر الذي زعم أنه قد أنشأ فنلنديي العرق المغولي. والمفهوم الأمريكي الشائع بأن جميع الشعوب المنحدرة من أوروبا جغرافيًا من أصحاب البشرة الفاتحة هم «بيض» ساد على الفنلنديين، ومهاجرين أوروبيين آخرين مثل الأمريكيين الإيرلنديين والأمريكيين الإيطاليين تعرض بياضهم لتحد وواجهوا تمييزًا اجتماعيًا إن لم يكن تمييزًا قانونيًا. وعادة ما أثارت القوانين في أمريكا وجنوب أفريقيا التي قسمت السكان إلى بيض من أصل أوروبي وسود من أصل من أفريقيا جنوب الصحراء مشكلة في التفسير عند التعامل مع أشخاص من مناطق أخرى، كباقي حوض البحر الأبيض المتوسط وآسيا وشمالي أفريقيا، أو حتى الأمريكيين الأصليين، وعادة ما نجم تمييز قانوني عن تصنيفهم بأنهم غير بيض. (تمتلك بعض القبائل الأمريكية الأصلية حقوق معاهدة تمنحهم امتيازات وليس تمييزًا ضدهم، وغالبًا ما أقرت هذه الحقوق بعد مفاوضات لم تكن شروطها ملائمة). على الرغم من أنهم واجهوا تمييزًا دينيًا بصفتهم جماعة إثنية دينية، فإن بياض بشرة جميع اليهود واجه تحديات في الولايات المتحدة أيضًا، وكانت هناك محاولات لتصنيفهم كآسيويين (تقع فلسطين في آسيا الغربية) أو ساميين (ذلك يشمل العرب أيضًا). الأسلاف الفعليون لمعظم الشعب اليهودي هم أكثر تنوعًا من أن يكون منحدرًا فقط من قبائل عبرية قديمة. مع انتشار الشتات اليهودي في أوروبا وأفريقيا مع مرور الزمن، برز عدد من التقسيمات الإثنية اليهودية، الأمر الذي أسفر عن يهود حددت هويتهم العرقية بأنها بيضاء وسوداء إضافة إلى عرقيات أخرى. وأفضى توحيد الجماعات المتنوعة في إسرائيل الحديثة إلى بعض مشكلات التمييز العرقي من قبل يهود من أصحاب البشرة الفاتحة ضد يهود من أصحاب البشرة السمراء.

## حول العالم

### توجهات عامة
نظر تحليل أجرته صحيفة واشنطن بوست في عام 2013 لبيانات رابطة إحصاء القيم العالمية إلى الجزء من السكان في كل بلد الذي أشار إلى أنهم لا يفضلون أن يكون جيرانهم من عرقية مختلفة. وتراوحت النسبة بين أقل من 5% في أستراليا ونيوزيلندا والعديد من الدول في الأمريكيتين و51.4% في الأردن، وكانت النسب متفاوتة بشدة في أوروبا، إذ بلغت أقل من 5% في المملكة المتحدة والنروج والسويد و22.7% في فرنسا.
وجدت دراسات تجريبية ميدانية استمرت لأكثر من 30 عامًا مستويات كبيرة من التمييز ضد الأشخاص من أصحاب البشرة الملونة في العمل والإسكان وأسواق المنتجات في 10 دول.